# Justyna Stępień
Justyna Stępień (ur. 12 lutego 1971) – polska aktorka i śpiewaczka operowa (sopran). 

## Życiorys
W wieku 8 lat wystąpiła na scenie Opery i Operetki w Bydgoszczy. W 1990 ukończyła III Liceum Ogólnokształcące im. gen. Józefa Sowińskiego w Warszawie. Od roku 1992 występowała m.in. w Filharmonii Narodowej, Studiu Koncertowym Polskiego Radia im. Witolda Lutosławskiego, Łazienkach Królewskich oraz na Zamku Królewskim i na Wawelu. W 1998 roku ukończyła śpiew solowy w warszawskiej Akademii Muzycznej im. Fryderyka Chopina. Od tego samego roku jest solistką Warszawskiej Opery Kameralnej. Występuje m.in. na deskach Sceny Operowej i Sceny Dramatycznej Teatru Narodowego w Warszawie. Koncertowała również za granicą.